# صرع دواري
الصرع الدواري هو أحد الأعراض الأولى نادرة الحدوث للنوبة، التي تترافق مع الشعور بالدوار. عند حدوثه، يختبر المصاب شعورًا بالدوران أو الحركة لمدة ثوان قليلة قبل بدء نشاط النوبة الكامل. تُعتبر الأسباب الكامنة خلف هذا المرض تخمينية، لكن يوجد عدد من الوسائل التشخيصية الفعالة للمرض، ومن أهمها تذكر المريض للنوبات. في أغلب الأحيان، يتولى الأفراد المشخصون بالصرع الدواري مهمة إدارة أعراضهم بنفسهم أو يستخدمون الأدوية المضادة للصرع من أجل تخفيف شدة الأعراض.
يُشار إلى الصرع الدواري في بعض الحالات باسم الدوار الصرعي، أو الصرع الدهليزي، أو النوبات الدهليزية أو النوبات دهليزية المنشأ، لكن يُعد الصرع الدواري المصطلح المفضل.

## أسباب المرض وآليته
على الرغم من عدم وجود سبب محدد مسؤول عن تحريض نوبات الصرع الدواري، يوجد عدد من الفرضيات المؤيدة المفسرة لكيفية حدوث النوبات، ومن أكثها شيوعًا إصابة الرأس الرضية. تشمل المسببات الأخرى كلًا من الأورام والسرطانات في الدماغ، والسكتة الدماغية المصاحبة لفقدان التروية الدموية في الدماغ والعدوى. تشير إحدى الفرضيات غير المختبرة بما فيه الكفاية إلى وجود طفرة جينية قادرة على رفع الاستعداد الوراثي للإصابة بالصرع الدواري لدى الشخص، ويعتقد البعض أن لهذه الفرضية دور كبير في تحديد الأشخاص المتأثرين بهذا المرض. تتمثل إحدى الدلائل الداعمة لهذه الفرضية في حدوث الصرع الدواري لدى الأشخاص الذين يملكون تاريخًا عائليًا من الصرع.
ينتمي الصرع الدواري إلى فئة الصرع الجزئي، الذي يتميز بوجود نشاط كهربائي شاذ متوضع في منطقة من الدماغ. تفترض الأبحاث الحالية أن الإصابة بالدوار ناجمة على الأرجح من الصرع الناشئ في الفص الصدغي الجانبي. تنشأ هذه النشاطات الكهربائية الشاذة من داخل الفص الصدغي أو قد تنتشر من صرع موجود في منطقة مجاورة من الدماغ. عادة ما ينتشر الصرع الناشئ في الفصين القذالي والجداري إلى الفص الصدغي مسببًا حالة الدوار. يفسر هذا الانتشار الكهربائي عبر الدماغ سبب ارتباط العديد من الأعراض المختلفة بالنوبة الدوارية. تتأثر إمكانية ملاحظة هذه الأعراض المرافقة أيضًا بقوة الإشارات الكهربائية واتجاه انتشارها في الدماغ.

## الوقاية من المرض وإدارته
لا توجد وسائل وقاية فعلية من النوبات الدوارية، إذ تنحصر في القدرة على إدارة المرض. تشكل إصابة الرأس الرضية مسببًا رئيسيًا للصرع الدواري، تُعتبر حماية الرأس من الإصابات بالتالي إحدى الطرق السهلة لتجنب البدء المحتمل لهذه النوبات. مع التطورات الأخيرة للعلم، أصبح بإمكان الأفراد الخضوع للفحوص الجينية، لكن تقتصر قدرة هذه الفحوص على معرفة مدى الاستعداد الوراثي لتطوير الحالة ولا يمكنها المساعدة في الوقاية من المرض. 
توجد مجموعة من الطرق المستخدمة في إدارة الصرع الدواري بالاعتماد على شدة النوبات. لا تحتاج النوبات الجزئية البسيطة إلى العلاج الطبي في بعض الحالات. لتشجيع المريض، قد يعيش المصاب بهذا المرض حياة طبيعية نسبيًا مع النوبات الدوارية. مع ذلك، تُستخدم الأدوية المضادة للصرع كخط العلاج الأول عند زيادة شدة الأعراض وصعوبة تحملها. توجد عدة أنواع مختلفة من الأدوية المستخدمة لمنع نوبات الصرع في السوق، لكن لا توجد دلائل داعمة لدواء منها على حساب الأدوية الأخرى. في الحقيقة، أظهرت الأبحاث أن النوبات الجزئية البسيطة غير مستجيبة للأدوية بشكل جيد، ما يجبر المريض على إدارة أعراضه بنفسه. تمثل الجراحة لاستئصال منطقة الصرع الخيار الثالث والأخير للعلاج، إذ لا يجوز اختيارها إلا في الحالات الشديدة ذات النوبات المعيقة للحياة اليومية.